# Tapalpa
Tapalpa är en kommunhuvudort i Mexiko.   Den ligger i kommunen Tapalpa och delstaten Jalisco, i den centrala delen av landet, 500 km väster om huvudstaden Mexico City. Tapalpa ligger 2 062 meter över havet och antalet invånare är 5 858.
Terrängen runt Tapalpa är kuperad. Runt Tapalpa är det ganska glesbefolkat, med 28 invånare per kvadratkilometer. Närmaste större samhälle är Sayula, 18,0 km öster om Tapalpa. I omgivningarna runt Tapalpa växer huvudsakligen savannskog.